# 她来找我
《她来找我》（英語：She Came to Me）是一部2023年美国浪漫喜剧电影，由丽贝卡·米勒自编自導，彼特·丁拉基、玛丽莎·托梅、乔安娜·库利格、布莱恩·达西·詹姆斯和安妮·海瑟薇主演。该片于2023年2月16日在第73届柏林影展上全球首映，并于同年10月6日由Vertical Entertainment发行。

## 制作
2017年，史蒂夫·卡瑞尔、艾米·舒默和妮可·基德曼皆已确定出演此片。2021年，安妮·海瑟薇、塔哈·拉辛、玛丽莎·托梅、约安娜·库利格和马修·布罗德里克确认出演。后来，拉希姆和布罗德里克离开此项目。
主要拍摄原定于2021年底在纽约市进行，但直到2022年4月才正式开拍。